# オートハープ
オートハープは複数のコードバーを持つ弦楽器である。オートハープは、その名前にもかかわらず全くハープではなく、ツィターに属する楽器であり、一般名称は「chord zither(コード化されたツィター)」である。オートハープの特徴は、本体に一連のコードバーがダンパーに取り付けられており、これが押されると目的のコードを形成する弦以外のすべての弦がミュートされて和音を出せることである。オートハープという言葉は、かつてはオスカー・シュミット社の商標であったが、メーカーを問わずに使うことが可能となった。

## 概要

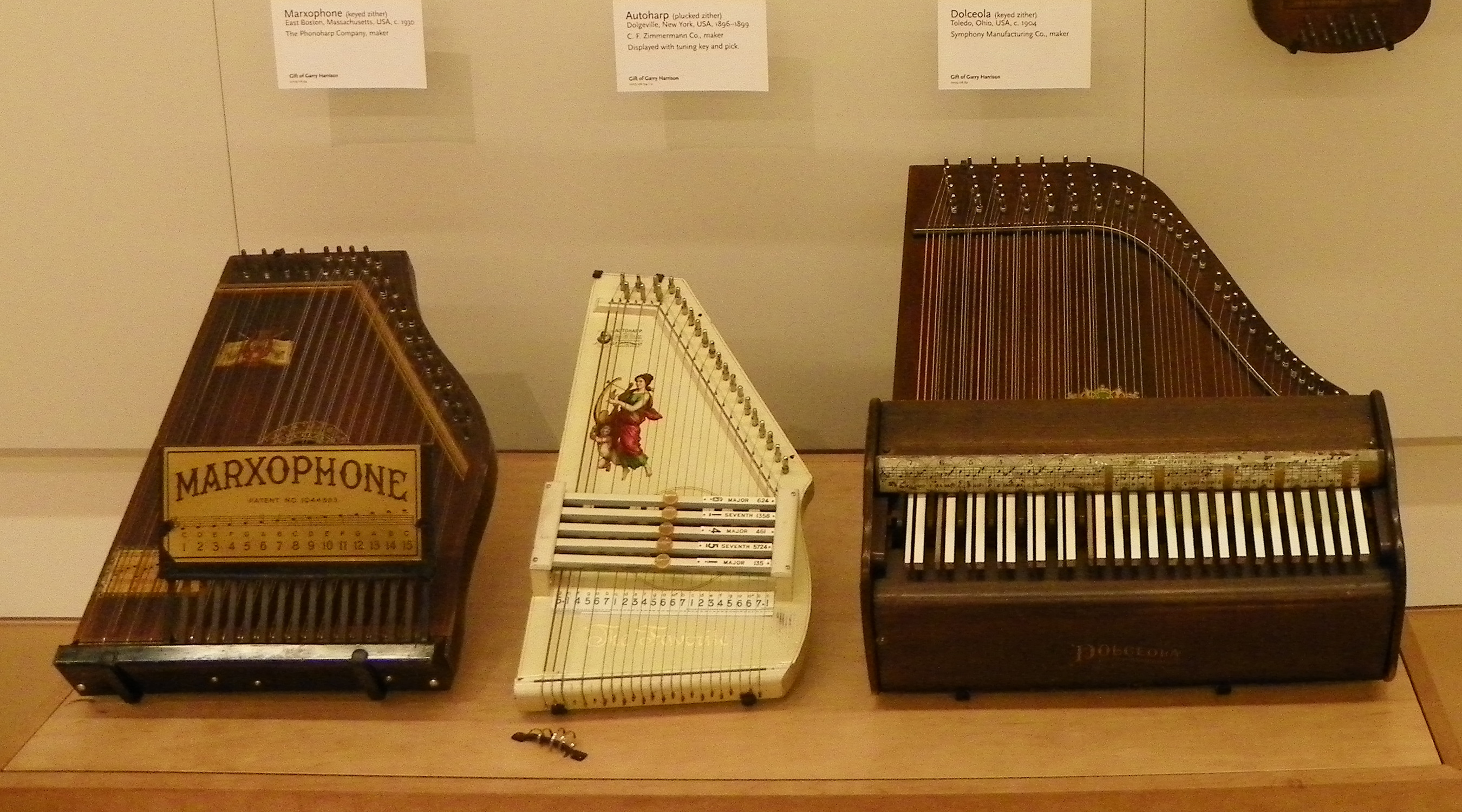
オートハープ (中央) by C.F. Zimmermann Co. in 1896–99; (左はマルクソフォン 右はデコラ)

オートハープは、アメリカではブルーグラスとフォークの楽器として使用されてきた。おそらく、最も有名なのは カーター・ファミリー の メイベル・カーター と サラ・カーター によって使用されたことである。オートハープはリズム楽器として演奏するのを学ぶのは比較的簡単である。しかし、メロディー楽器として弾くことも可能であり、それは、よりオートハープに打ち込んでいる演奏者に大きな報酬をもたらしている。ニューポート、ペンシルベニアのマウンテンローレルオートハープギャザリング、ウィラメットバレーオートハープギャザリングとカリフォルニアオートハープギャザリングでは、最近の楽器製作者製の楽器とそれらを用いた演奏がコンテストなどで賞賛されている。
現在のオートハープは36本または37本の弦を有する。しかし、48本もの弦を有する例もいくつかある。それらは全音階(1、2または3キーモデル)か半音階で張られている。オートハープはしばしばリズム楽器として考えられるが、近代的なプレーヤーは明確なメロディーを出す能力に非常に長けている。ダイアトニックプレーヤーは、個々の弦をとても正確にピッキングしている間にダンパーボタンを「ポンピング」するオープンコード(open-chording)テクニックを使用することによって、バイオリン曲を挑戦的な速度まで演奏することができる。
ロック・ポップス界においては、1960年代にラヴィン・スプーンフルのジョン・セバスチャンが使用していたことで知られる。

## 歴史
オートハープの起源に関してはいくつかの議論がある。Charles F.Zimmermannという名前のフィラデルフィアのドイツ移民は、1882年にある楽器の設計の特許US 257808を取得した。それは、演奏中に特定の弦の音を消すためのメカニズムを含んでいた。彼は発明を「オートハープ」と命名したが、後のオートハープと異なり、その楽器の形状は対称で、垂直に動く弦に対してフェルトを持つコードバーが水平に動いた。 Zimmermannが今までにこの初期設計の楽器を商業的に生産したか否かは知られていない。ドイツ、マルクノイキルヒェンのKarl August Gütterは、今日演奏されているオートハープと最も類似している「Volkszither」と呼んだモデルを作った。 Gütterは1883－1884頃、彼の楽器に対するイギリス特許を取得した。 Zimmermannはドイツへの訪問から戻った後、1885年にGütterデザインの生産を始めたが、彼自身の設計の特許と覚え易い名前でも生産を始めた。Gütterの設計した楽器は非常にポピュラーになったため、Zimmermannは発明者としてしばしば間違われた。

### 商標
「オートハープ」という名称は1926年に登録商標として登録され、現在、U.S. Music Corporation(この会社のOscar Schmidt事業部がオートハープを製造している)によって権利が主張されている。しかしながら、アメリカ特許商標庁の登録では、権利としては「Mark Drawing Code (5) WORDS, LETTERS, AND/OR NUMBERS IN STYLIZED FORM」だけをカバーしている。George Ortheyとの訴訟において、Oscar Schmidtは単語「Autoharp」の様式化されたレタリングの所有権の主張のみが可能で、名称自体は一般名称へ移行した。その結果として、例えば、雑誌「Autoharp Quarterly」は一般的な意味での Autoharp という単語を使用したマークを登録することができる。そして、Orthey製楽器(他の職人製楽器も)は、訴訟前の「Dulciharp」ではなく「autoharp」として売り出すことができる。

## 構造
オートハープの胴体はほとんどが木製で、形は長方形の角の一つが切り取られた台形である。トップは無垢材か集成材のいずれかであり、サウンドホールを備えるものが多数を占める。サウンドホールはアコースティック・ギターのような円形が多く、個人ビルダー製のものには円形以外のものも少なくない。
胴体には複数の木材を積層したフレームが存在し、ピアノやツィターに使用されているものに似たチューニング・ピンを打つためのピンブロックがトップに位置している。ピンブロックの反対側には、金属製のヒッチピン、または弦のエンドボールを差込む溝付きの金属アンカーが存在する。
弦の真上には、プラスチック、木、または金属で作られたコードバーがある。コードバーの弦に面した側にはフェルトまたは発泡体のミュート用パッドが取り付けられており、上面にはボタンが取り付けられている。コードバー両端にはスプリングが位置しており、押し下げられた状態から開放された際にコードバー押し戻すようになっている。
ボタンには、コードバーを片手で押し下げられた際に弦をミュートして得られる和音の和音名が記されている。
楽器の背面には、通常、木製、プラスチック製、またはゴム製の3本の「足」が付いている。これは、当初、オートハープが机の上で演奏されていたことの名残でもある。
弦は、コードバーの下を通り、アンカーまたはヒッチピンとチューニングピンとの間でトップと平行に張られる。
現代のオートハープは、ほとんどの場合、36弦であるが、多いものでは47弦や48弦のモデルもある（例えば、Orthey Autoharps No.136でト長調とニ長調にチューニングされている）。
弦は、多くは不完全なクロマチックにチューニングされるが、ダイアトニックまたは完全なクロマチックのスケールに変更されることもある。標準モデルには、12、15、21本のコードバーがあり、メジャー、マイナー、ドミナントの7thコードを選択できるようになっている。これらは、歴史的または体系的な理由で配置されている。また、ダイアトニックの1キー、2キー、または3キーのモデル、および和音の数が少ないモデルや追加和音があるモデル、弦の並びが通常と逆なモデル（43弦28コードのChromaharp Caroler）など、様々な特殊モデルも生産されている。

### 音域
音域は弦の数と調律によって決まる。標準的な36弦のクロマチック・オートハープの音域はF2からC6までの3½オクターブである。ただし、完全なクロマチックチューニングにするためには44本の弦が必要となるため、この範囲内では完全にクロマチックにはならない。
36弦のクロマチックチューニングを以下に示す。
| オークターブ       | チューニング | チューニング | チューニング | チューニング | チューニング | チューニング | チューニング | チューニング | チューニング | チューニング | チューニング | チューニング |
| ------------------ | ------------ | ------------ | ------------ | ------------ | ------------ | ------------ | ------------ | ------------ | ------------ | ------------ | ------------ | ------------ |
| ベースオクターブ   | F2           |              | G2           |              |              |              |              | C3           |              | D3           |              | E3           |
| テナーオクターブ   | F3           | F♯3          | G3           |              | A3           | A♯3          | B3           | C4           | C♯4          | D4           | D♯4          | E4           |
| アルトオクターブ   | F4           | F♯4          | G4           | G♯4          | A4           | A♯4          | B4           | C5           | C♯5          | D5           | D♯5          | E5           |
| ソプラノオクターブ | F5           | F♯5          | G5           | G♯5          | A5           | A♯5          | B5           | C6           |              |              |              |              |

ベースオクターブは主にダイアトニックな低音を出すために機能しており、また、テナーのオクターブにはG♯3が欠落している。また、楽器の音域の完全にクロマチックな部分は、A3（中央のCの下のA）から始まる。
Orthey、Fladmark、Hollandsworth、D'Aigle、Baker、Daniels、およびGoose Acresなどのような現代の楽器製作者によるダイアトニックな単一キー楽器はその華麗な音で知られている。これは、個々の音に対する弦を倍にすることによって実現されている。ダイアトニックスケール中にない音に対する弦は必要ないので、その分の余分なスペースが複弦用に使用され、その結果、ミュートされた弦がより少なくなる。 2キーおよび3キーダイアトニックオートハープは、シングルキーハープで演奏することができなかった変化音を含む曲を可能にするため、また、2または3キーでの演奏能力を増すため、複弦の数を減らす必要がある。GDAのような5度の円(五度圏：サークル・オブ・フィフス)の3キーハープは、しばしばフェスティバルまたはキャンプファイアハープと呼ばれる。これは、フェスティバルのキャンプファイアーの周りで演奏する際に、より好まれるキーでフィドル伴奏が簡単にできるためである。

### コードバー
12コードの標準的な工場出荷時のコードバーレイアウトは、2列になっている。
| Gm |  |    | A7 |  |    | Dm |  |   | E7 |  |    | Am |  |   | D7 |  |   |
|    |  | B♭ |    |  | C7 |    |  | F |    |  | G7 |    |  | C |    |  | G |

15コードの標準的な工場出荷時のコードバーのレイアウトは、2列になっている。
|    | D |    |  | Gm |    |  | A7 |    |  | Dm |   |  | E7 |    |  | Am |   |  | D7 |   |
| E♭ |   | F7 |  |    | B♭ |  |    | C7 |  |    | F |  |    | G7 |  |    | C |  |    | G |

21コードの楽器の標準的な工場出荷時のコードバーのレイアウトは3列となっている。
| E♭ |    |    | B♭ |    |     | F |    |    | C |    |    | G |    |    | D |    |    | A |    |    |
|    | F7 |    |    | C7 |     |   | G7 |    |   | D7 |    |   | A7 |    |   | E7 |    |   | B7 |    |
|    |    | A♭ |    |    | B♭7 |   |    | Cm |   |    | Gm |   |    | Dm |   |    | Am |   |    | Em |

コードバーのレイアウトは、納入された楽器にも、カスタマイズ後の楽器にも、さまざまなものがある。

### エレクトリックオートハープ
1960年代までオートハープを増幅するためのピックアップは、初歩的なコンタクトマイク以外には存在しなかった。
1960年代初頭、ハリー・デアーモンドがこの楽器のために「バー・マグネティック・ピックアップ」を設計し、ロウ・インダストリーズ社が製造した。ピンカートンのアソート・カラーズは1966年のシングル「Mirror, mirror」でこの楽器を使用している。ロッキー・エリクソンとエイリアンズの1979年のハード・ロック・アルバム「The Evil One」では、ビル・ミラーのエレクトリック・オートハープが使用されており、このエレクトリック・オートハープは音楽に「耳障りなエッジ」を与えている
。
写真は1930年にリファインされたオスカー・シュミット社の「モデルA」である。このハープは、デアーモンド社製の磁気ピックアップを2基（コードバーの下に1基）搭載しており、ダイグル社製の微調整機構とダイグル社製のコードバーアセンブリを備えている。

### シンセサイザーオートハープ
1981年に登場したシンセサイザー版のオートハープであるオムニコードは、「デジタル・ソングカード・ギター」とも表現され、最新モデルの「Qコード」が現在の商品名称となっている。

## 演奏方法
当初、オートハープはコンサート・ツィターのように卓上に平置きし、左手でコード・ボタンを押下し、右手には通常、べっ甲、プラスチック、または圧縮されたフェルトで作られたギター用のフラットピックを持ち、1度のストラムにてコードバーの下側の狭い範囲で複数の弦を弾いて和音を鳴らしていた。
このような演奏方法によって、オートハープは和音伴奏のリズム楽器として考えられるようになり、現在でも多くの人がそのように考えている。しかしながら、新たなテクニックが開発され、最近の奏者はメロディを演奏することもできる。例えば、ダイアトニック・オートハープの奏者は、個々の弦を弾きながらボタン押し離ししてコードバーを「ポンピング」するオープンコード奏法でフィドルの曲を演奏することができる。熟練したクロマチック・オートハープ奏者も、様々なメロディー、和音、複雑なリズムの伴奏を含むソロを演奏することができる。

### 立奏
20世紀半ばに、オートハープをテーブル上ではなく、膝の上に保持し、または楽器の背（足）を胸に当てて直立した状態で演奏することが行われるようになった。
グランド・オール・オプリーのセシル・ヌルは、1950年代にこの演奏スタイルを最初に公の場で採用したとされている。このポジションでは、左手は今までとは異なりコードボタンを楽器の反対側から操作し、右手はコードバーの上側の部分でストラムすることにより演奏を行う。(下のJoe Butlerのイラストを参照してください) 
この演奏モードは、ピッキングできる弦の範囲を広くでき、音色の可能性を広げられるので非常な人気となり、すぐに他の演奏家、特にカーター・ファミリーのメンバーにも採用された。

### フィンガーピッキング
1970年代初頭までには、いくつかの演奏家がフィンガー・スタイルのテクニックを試していた。ブライアン・バウアーズはこの奏法の達人となり、右手の5本の指すべてを使った複雑なテクニックを開発した。これにより、彼はソリストとして独立したベース音、コード、メロディ、カウンター・メロディを演奏することができるようになった。また、ブライアン・バウアーズは楽器にストラップを付け、立ったまま演奏できるようにした先駆者の一人でもある。

## 著名な演奏者

### 国外
- カーター・ファミリーのメイベル・カーターとサラ・カーター（英語版）

初代カーター家の母メイベル・カーターは、1940年代後半に、娘たちである「カーター姉妹」との共演の際にリード楽器としてこの楽器を使用して、この楽器を有名にした。他にもサラ・カーター、ジャネット・カーター、ジョニー・キャッシュ、そしてカーター・シスターズの全員がこの楽器を演奏してた。カーター家のメンバー全員の膨大な数の録音には、オートハープの使用されたものが含まれている。メイベル・カーターの孫娘カーリーン・カーターはステージやレコーディングで頻繁にオートハープを演奏しており、祖母へのトリビュート曲である "Me and the Wildwood Rose "ではオートハープを使用しています。
- ブライアン・バウアーズ

ブライアン・バウアーズはオートハープを複雑なフィンガーピッキングで演奏するスタイルを開発し、1970年代のディラーズとのブルーグラス・パフォーマンスに参加し、後に自身のソロ・アルバムも作成している。ブライアン・バウアーズは楽器をカスタマイズする実験を早くから行っており、コードバーの上側に右手の指が入るスペースを広く確保するために、コードを8～10和音に絞ることもしばしばあった。また、彼は音楽教育者でもあり、この楽器の強力な支持者でもあり、1993年にはオートハープの殿堂入りを果たしている。
- キルビー・スノウ（英語版）

キルビー・スノウ（Kilby Snow、1905年5月28日 - 1980年3月29日）は、アメリカの民族音楽家であり、5歳の時にノースカロライナ州のオートハープ・チャンピオンの称号を獲得したオートハープ名人奏者である。彼は、左利きであることを利用して「スラスラ（slurred）」とした音を出す「ドラッグノート」という奏法を開発した。彼の録音は少ないが（1960年代にフォークウェイズ・レコードから1枚のアルバムを出している）、オートハープ演奏者の間で絶大な影響力を持っており、多くの人が最初の現代オートハープ演奏者と考えている 。
- ジャニス・ジョプリン

ジャニス・ジョプリンは時折オートハープを演奏しており、初期の未発表の録音「So Sad to Be Alone」で聴くことができる
- マイク・シーガー（英語版）
- ビリーコノリー（英語版）
- ハーベイ・リード（英語版）
- ポップ・スノウマン（英語版）
- ライル・メイズ
- ケネスとネリア・ベンフィールド（英語版）
- カレン・ミューラー（英語版）
- キャロル・ストーバー（英語版）
- ジョン・セバスチャン（英語版）

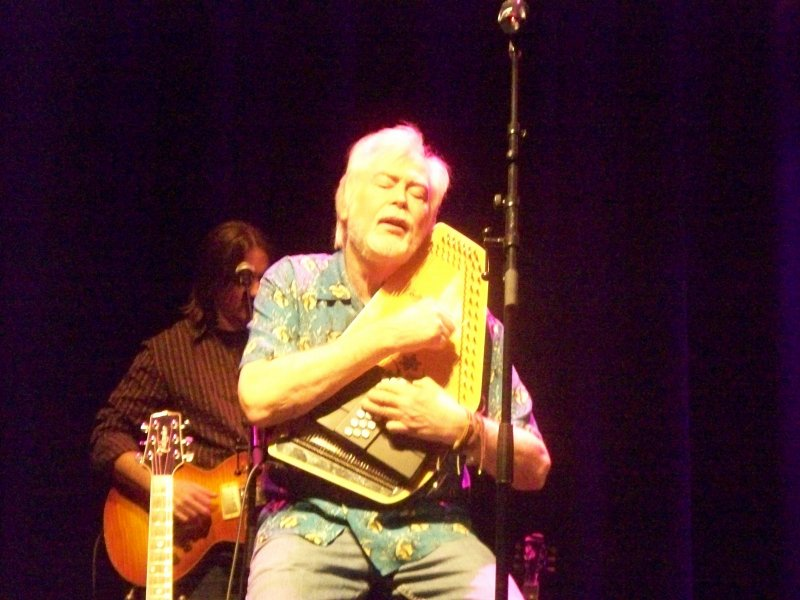
Joe Butler playing an Oscar Schmidt Appalachian model autoharp with The Lovin Spoonful

ラヴィン・スプーンフルの曲のいくつかは、ジョン・セバスチャンのオートハープ演奏を特徴としており、「魔法を信じるかい」や「あなたはそうする必要はなかった」。 彼は1979年のRandyVanWarmerヒット曲「JustWhenI NeededYouMost」にも出演しました。
- その他

イギリスのシンガー・ソングライター、コリーヌ・ベイリー・レイは定期的にオートワープを演奏しており、2010年のアルバム『The Sea』のタイトル曲をオートワープで作曲している。
ノルウェーのアヴァンギャルド・アーティストスターレ・ダグスランドは、オートハープを使った演奏を頻繁に行っている。
シンガーソングライターのブリッテン・アッシュフォードは、2008年にリリースした「There, but for You, go I」をはじめ、オートハープを使用した楽曲で知られている。また、デイヴ・マロイが作曲した4人編成のソング・サイクル「ゴースト・カルテット」では、その役割の一部として定期的にオートハープで演奏している。
2017年には、ドラァグクイーンでシンガーソングライターのトリクシー・マテルがアルバムTwo Birdsenでオートハープを使用した。マテルは通常のドラッグパフォーマンスの一部としてもオートハープを演奏している。
2020年にはルビー・スロートのKatieJane GarsideがアルバムGeiger Counterをリリースしており、その中で彼女はオートハープにフィーチャーされている。

### 日本
- 西岡たかし：フォークソングでは、1968年発売の五つの赤い風船「遠い世界に」でオートハープを演奏していたことで知られている。

- 山下達郎：世界の果てまででオートハープを使用している。

## 製造

### メーカー・ブランド
- 東海楽器製造（クロマハープ、クロマリン） - クロマハープは2008年取扱中止後[18]、2018年3月に再開[19]。2023年までに取扱中止[20][21]
- アリア（コードハープ）
- オスカー・シュミット社（英語版）（オートハープ） - ワッシュバーンのオートハープ部門

### 個人ビルダー等
世に流通しているオートハープは上述のようにメーカーで量産されたものが多いが、個人製作のものも存在する。個人でオートハープを製作する職人を「オートハープビルダー」または「オートハープルシアー」と称することもある。
日本におけるオートハープビルダー、および、修理を行う工房には以下がある。
- 箕田泰生:オリジナルブランドkotokoto-harpの名を冠してオートハープの受注製作を行っている。
- DulciCraft:ハンマー・ダルシマー、マウンテンダルシマーの販売・修理以外に、オートハープの販売・修理、も行っている。